# Келеп
Ке́леп або чека́н — різновид бойового кавалерійського молота-топірця із вузьким недовгим лезом. Келеп насаджувався на коротке держално і зазвичай був закріплений на передній луці сідла або на поясі. Веде своє походження від бойової піхотної сокири з довгим держалном, що була зброєю містян з XIV ст. у їхній боротьбі з кінними лицарями. Лицарство довго зневажало цей вид зброї, але військова необхідність змусила їх також прийняти цей різновид бойової сокири на озброєння. Із середини XV ст. вершники стали використовувати цю зброю, але клинок лицарських келепів насаджувався на коротке ратище.
Келепи інколи плутають з клевцями, форма котрих нагадує довгий дзьоб птаха і котрі мають гострішу бойову частину. Але ці два види розрізняють у класифікації та за застосуванням. Особливістю келепа зокрема є бойовий майданчик, розташований на зворотній лезу стороні. У Європі XV ст. зазвичай на них додатково ставили чотиригранні шипи, різноманітні фігурки і навіть монограми. На відміну від келепа клевець також призначений для «тупих», а не лише для різально-проникних ударів.

## Козацькі келепи
Сокири, чекани та келепи були важливими елементами озброєння козаків XVII ст. 12 козацьких келепів знайдені на переправі на місці битви під Берестечком. Вони мають рівні прямокутні, виділені перехватом, обухи та округлі провухи, оточені рівномірними потовщеннями або гострими реберцями. Іншого типу є чекани з овальним провухом в обусі, на зразок звичайної робочої сокири.